# Венанти, Франко
Франко Венанти (итал. Franco Venanti; род. 6 ноября 1930, Перуджа) — итальянский художник.
В 1963 году он основал культурную ассоциацию «Луиджи Бонацци» вместе с Герардо Доттори и другими интеллектуалами Перуджи, которые он возглавлял до 1974 года в качестве президента. Целью ассоциации является ознакомление с историческими, научными и художественными аспектами Умбрии. В 1970 году он впервые выставился за границей, на биеннале в Мадриде и Барселоне. В 1978 году он получил от города Терни Валентино д’Оро за художественные достоинства.
В 1985 году премьер-министр Сандро Пертини назначил его Великим офицером Ордена за заслуги в Итальянской Республике. В 2003 году Карло Азельо Чампи наградил его Медалью за доброжелательность дел культуры и искусства. Впоследствии город Перуджа занес его в Золотую книгу самых знаменитых граждан.
В 1993 году он провел персональную выставку в Thomas & Gallery Kou Saburo Hwang в Токио.
Его работы можно найти в многочисленных частных и государственных коллекциях в Германии и за рубежом.